# Assedio di Rouen (1591-1592)
L'assedio di Rouen del 1591-1592 avvenne tra il dicembre 1591 e il maggio 1592, e fu un tentativo fallito da parte di Enrico IV di Francia di catturare Rouen, la storica capitale della Normandia. La battaglia ebbe luogo nell'ambito delle guerre di religione francesi, della guerra degli ottant'anni e della guerra anglo-spagnola. Sebbene avesse rivendicato il trono nel 1589, il re ugonotto Enrico non fu riconosciuto da molti dei suoi sudditi cattolici, e fu costretto a combattere contro una Lega cattolica determinata a resistere al suo governo, e che fu aiutata dalla Spagna.
A Rouen le forze alleate francesi, inglesi e olandesi di Enrico IV combatterono le truppe della Lega cattolica, comandate dall'ammiraglio André de Brancas, mentre le forze spagnole furono guidate da Alessandro Farnese duca di Parma. La città resistette fino all'arrivo delle truppe spagnole, che sconfissero e costrinsero le forze protestanti a revocare l'assedio.